# Bastide

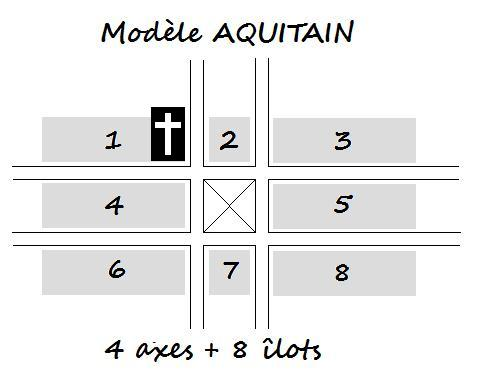
Model van een bastide

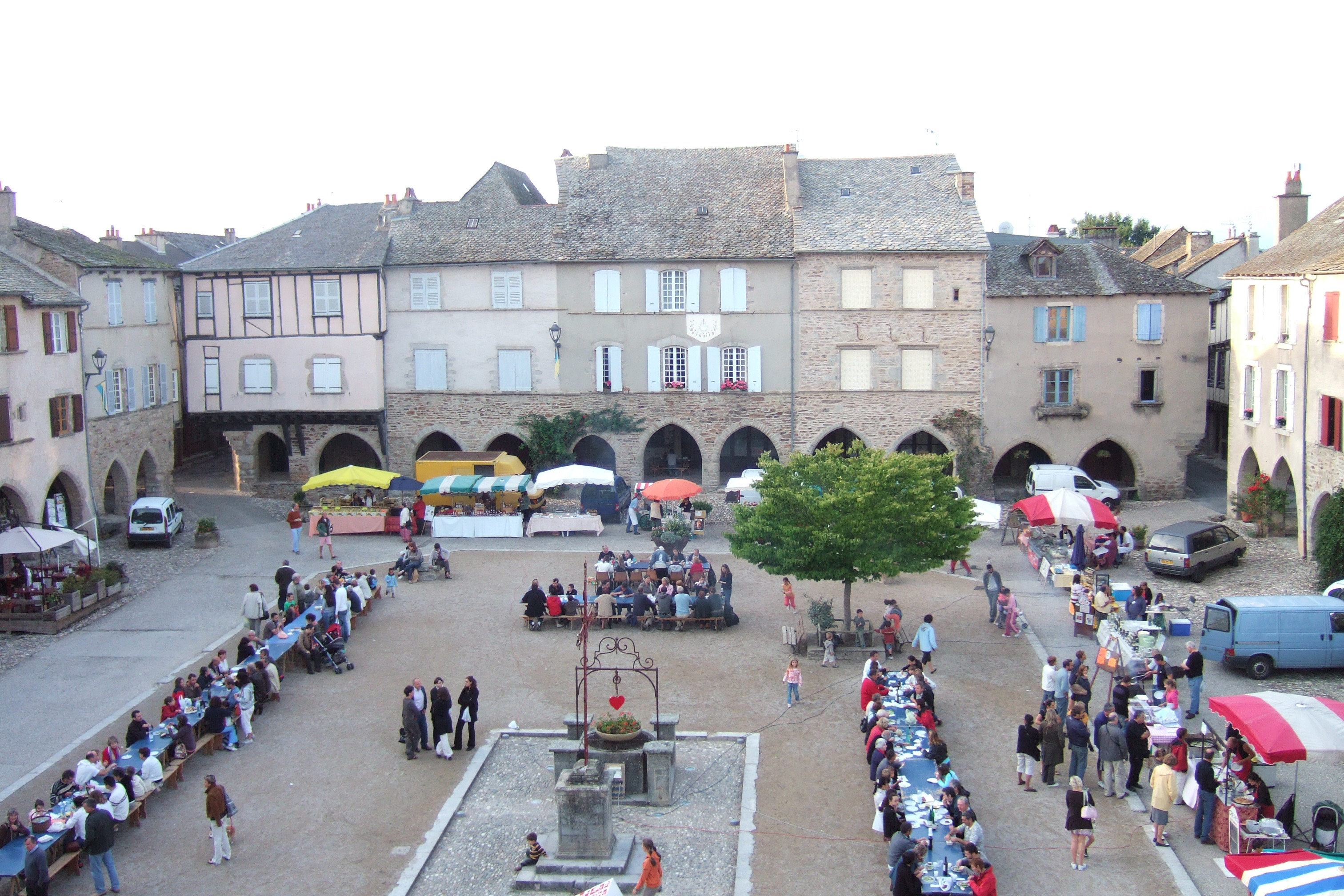
Centrale marktplein van Sauveterre-de-Rouergue.

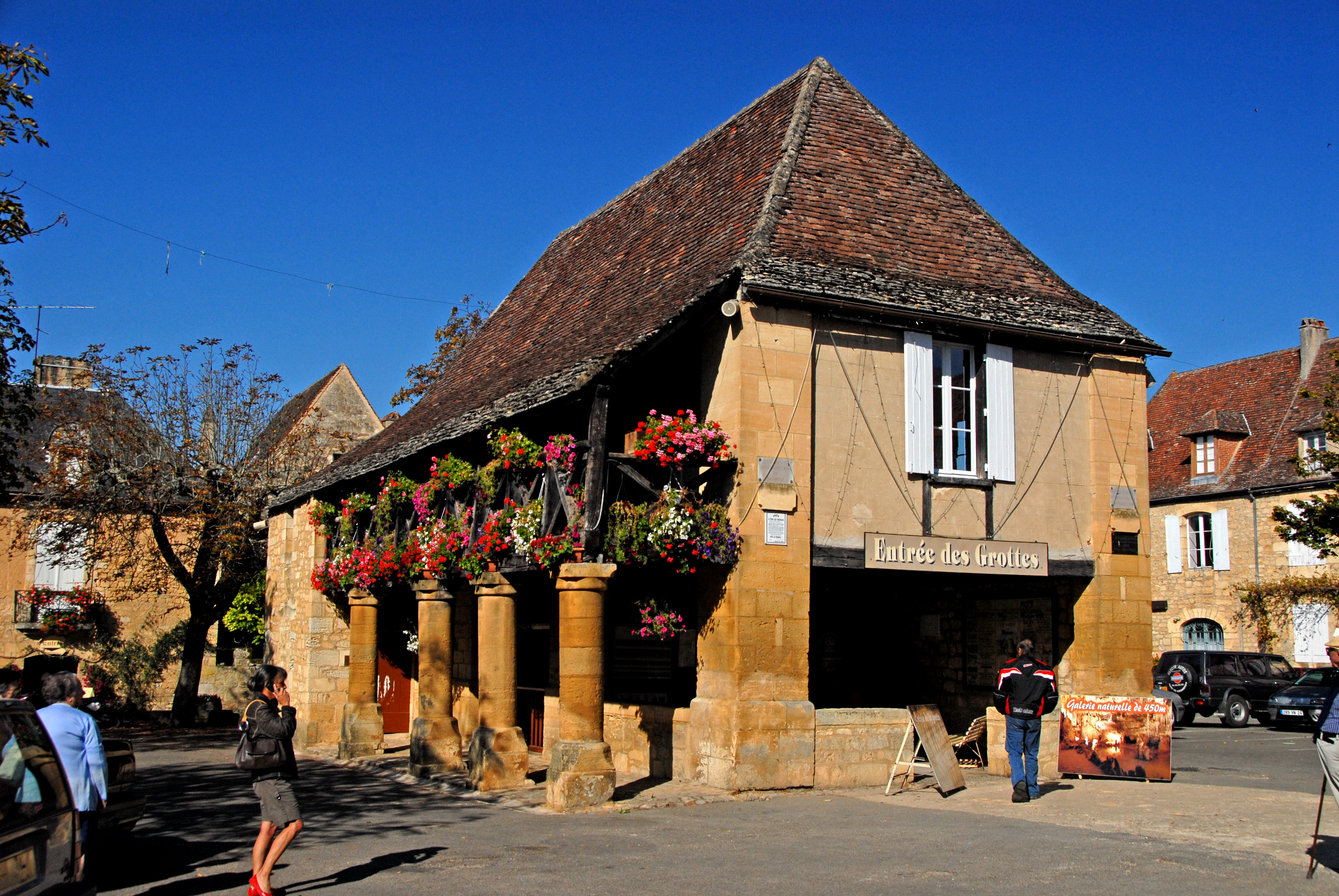
Markthal op het centrale plein van Domme.

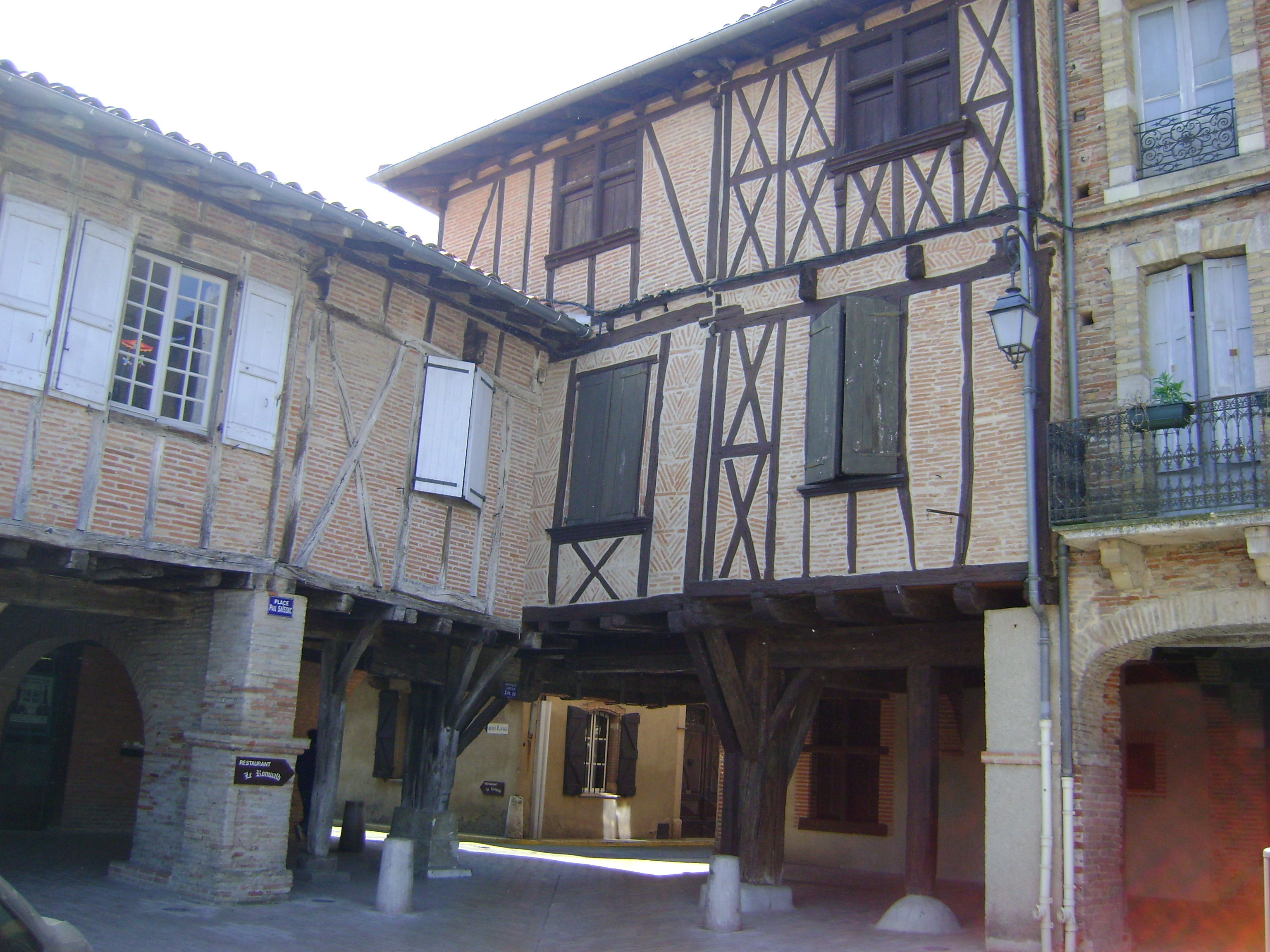
Huizen op de hoek van het marktplein van Lisle-sur-Tarn. De galerijen overdekken de vier hoofdassen langs het marktplein.

Bastide is een Frans type middeleeuwse stad, gesticht in de 13e en 14e eeuw in voornamelijk Zuidwest-Frankrijk. Typerend voor de bastide is een rechthoekig stratenpatroon dat de stad verdeelt in acht huizenblokken rondom een centraal marktplein.

## Geschiedenis
Na de Albigenzische Kruistochten van de Rooms-Katholieke Kerk tegen de katharen bestond er behoefte aan de bouw van nieuwe steden voor handel, ambachten en lokaal bestuur. De graven van Toulouse en andere machthebbers hadden politieke en economische redenen om nieuwe steden te stichten. Ze wilden door oorlogen ontvolkte of nog onontgonnen gebieden gaan ontwikkelen en tegelijkertijd hun claim op het land versterken. De bevolking werd aangetrokken door gunstige belastingtarieven en marktprivileges. Elke bastide heeft een stichtingsakte.
Het verdrag van Parijs (1229) verbood ommuring van de nieuwe steden. Later werden veel bastides voorzien van een vorm van versterking zoals poorten om enige bescherming te hebben in onrustige tijden. De meeste bastides hadden alleen lokale betekenis en groeiden niet uit tot grote steden. Hierdoor zijn veel bastides nog in oorspronkelijke staat bewaard gebleven. Een voorbeeld hiervan is Beaumont-du-Périgord, dat nog veel van de oude bebouwing en de omwalling heeft en thans maar iets meer dan 1000 inwoners telt. Ook Cordes-sur-Ciel ligt nog, in zijn oorspronkelijke vorm, vrij in het landschap. Enkele steden zijn wel ver uitgegroeid buiten de oorspronkelijke bastidevorm. Voorbeelden zijn de nieuwe stad van Carcassonne en Villeneuve-sur-Lot. Bij beide is de oude bastide nog wel goed in het stratenpatroon zichtbaar.
In bredere zin wordt de term bastide ook wel gebruikt voor vestingsteden die werden gesticht in de middeleeuwen. In Nederland zijn dit Vianen, Elburg en Vollenhove.